# Despot (rapero)
Alec Israel Reinstein (nacido el 7 de mayo de 1982), más conocido por su nombre artístico Despot, es un artista estadounidense de hip hop de Queens, Nueva York. Firmó contrato con el sello del rapero El-P Definitive Jux en el 2004. Despot ha sido parte de la escena del rap underground de Nueva York durante más de una década. Despot está asociado con el colectivo Smart Crew y fue copropietario de Santos Party House.

## Primeros años
Despot creció en el barrio de Forest Hills de Queens. Se involucró en el hip-hop a una edad temprana, afirmando que su prevalencia entre los niños de su vecindario lo hizo apreciar el rap. Alrededor de los doce años, Despot comenzó a salir con una pandilla de Brooklyn llamada Lo-Lives, más notable por usar ropa de Polo Ralph Lauren. Despot se identifica a sí mismo como un adicto desesperado a las zapatillas de deporte y la ropa de polo.
Déspota afirma haber sido más un delincuente cuando era adolescente porque escuchaba constantemente The Infamous de Mobb Deep. Al comprar 6 Feet Deep, el primer álbum del supergrupo Gravediggaz, Despot vestía pantalones holgados y llevaba consigo un estéreo portátil de Panasonic. Se le dio el apodo de "Puff" debido a su consumo de marihuana. Durante sus años en la escuela secundaria, Despot y sus amigos rapearon sobre una cinta instrumental de "Worldwide" de Royal Flush. Los amigos de Déspota le dijeron que era el más talentoso del grupo y comenzó a escribir rimas.
Asistió a la escuela secundaria en Manhattan, donde él y su amigo Yak Ballz (quien también firmó con Definitive Jux) frecuentaban Footwork, la tienda de discos de East Village propiedad del locutor de radio Bobbito García. Fue a través de García que Despot eventualmente conocería a El-P. Después de graduarse de la escuela secundaria, Despot asistió a SUNY Purchase, pero luego abandonó "después de darse cuenta de que era aburrido". Despot volvió a la escuela para organizar su festival Culture Shock en 2004 y 2005, y actuó en el evento en 2007.

## Discografía
- TBA: We're All Excited